# Adriaen Frans Boudewyns

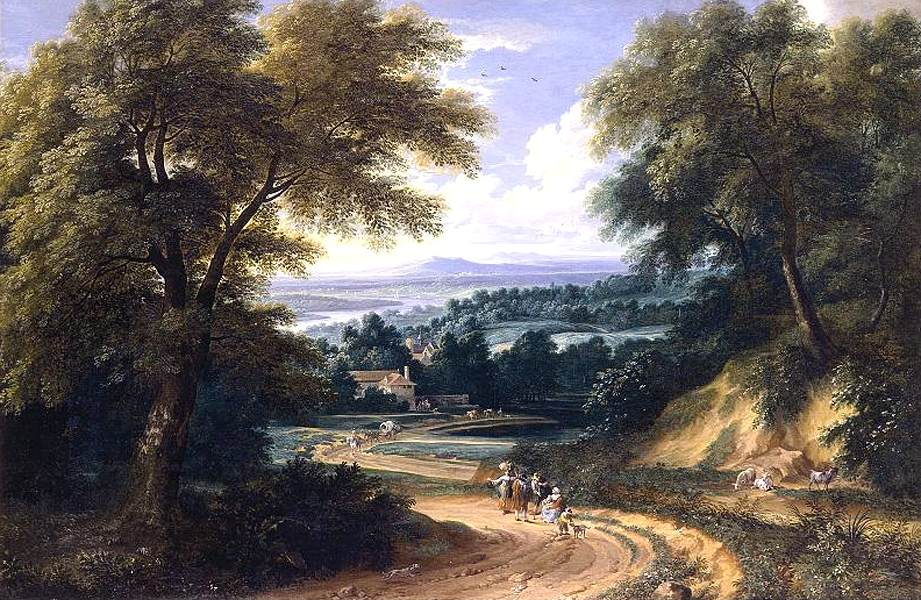
Adriaen Frans Boudewyns: Landschap met reizigers

Adriaen Frans Boudewyns (Brussel, (gedoopt) 3 oktober 1644 - aldaar, 3 december 1719) was een kunstschilder en etser uit de Zuidelijke Nederlanden. Hij schilderde vooral landschappen.

## Levensloop
Boudewyns was een leerling van landschapsschilder Ignatius van der Stock en werd in 1665 lid van de Brusselse Sint-Lucasgilde. Hij trok in 1666 naar Parijs waar hij gedurende drie jaar opleiding kreeg en werkzaam was voor Adam Frans van der Meulen. 
In de Franse hoofdstad kwam Boudewyns in contact met onder meer Pieter Boel, Abraham Genoels II en Jan van Huchtenburg. In deze periode was hij eveneens actief als beeldhouwer en vervaardigde hij vooral etsen naar de werken van der Meulen, van Huchtenburg en Genoels. Samen met laatstgenoemde tweetal werkte hij eveneens voor de gobelinfabrikant Manufacture des Gobelins.
Nadat een eerste huwelijk in 1664 met Louise de Ceul kinderloos gebleven was, ging Boudewyns in 1670 een tweede huwelijk aan, ditmaal met Barbara van der Meulen, een dochter van zijn werkgever. Bij haar had hij twee zonen waarvan de oudste, Frans (1682-1767), eveneens kunstschilder werd. Zijn tweede echtgenote stierf in 1674.
Na de doop van zijn neef Adriaen in 1677, die eveneens kunstschilder zou worden, bleef Boudewyns definitief in Brussel. Hij huwde er in 1678 voor de derde maal.

## Boudewyns als landschapschilder
Boudewyns was vooral een landschapschilder, in het bijzonder van het rivierenlandschap, kustgebieden, havens, stads- en dorpsgezichten, gebouwen, maar sporadisch schilderde hij ook wel veldslagen. 
In zijn Parijse werken zijn vooral de invloed van Adam Frans van der Meulen en Abraham Genoels II merkbaar. Zijn werken zijn vergelijkbaar met deze van Jacques d'Arthois en Cornelis Huysmans. 
In zijn Brusselse periode begon hij kleine, gedetailleerde landschappen in de stijl van Jan Brueghel de Oude en Jan Frans van Bloemen te schilderen. Hij werkte samen met Pieter Bout, Charles Emmanuel Biset, Pieter Van Bredael en Theobald Michau die zijn landschappen voorzagen van de nodige figuren.

## Musea (selectie)
Werken van Boudewyns zijn te bezichtigen in de volgende musea:
- Hermitage in Sint-Petersburg
- Kunsthistorisches Museum Wien in Wenen
- Koninklijke Musea voor Schone Kunsten van België in Brussel
- Metropolitan Museum of Art in New York
- Fine Arts Museums of San Francisco in San Francisco
- National Gallery of Art in Washington D.C.
- Statens Museum for Kunst in Kopenhagen
- Courtauld Gallery in Londen
- Gemäldegalerie Alte Meister in Dresden
- Museo del Prado in Madrid
- Uffizi in Florence
- Louvre in Parijs
- Szépművészeti Múzeum in Boedapest

De etsen van Boudewyns naar het werk van Van der Meulen en Van Huchtenburg bevinden zich in de Franse musea voor schone kunsten.